# Persicaria wellensii
Persicaria wellensii är en slideväxtart som först beskrevs av De Wildeman, och fick sitt nu gällande namn av Sojak. Persicaria wellensii ingår i släktet pilörter, och familjen slideväxter. Inga underarter finns listade i Catalogue of Life.